# 细枝柃
细枝柃（学名：Eurya loquaiana）为山茶科柃木属下的一个种。

## 扩展阅读
- 維基物種上的相關：细枝柃